# Ernest Bernbaum
Ernest Bernbaum (Nueva York, 12 de febrero de 1879-Jaffrey, 8 de marzo de 1958) fue un educador, académico, escritor y opositor del movimiento sufragista estadounidense.

## Biografía
Nació en Brooklyn, Nueva York, hijo de Ole Kruse Bernbaum y Dorothea (de soltera Christiansen) Bernbaum. Fue educado en el Instituto Politécnico de Brooklyn. Asistió a la Universidad de Harvard, donde obtuvo un doctorado en filología en 1907. Enseñó inglés en Harvard de 1907 a 1916 y luego se unió al personal de la Universidad de Illinois en Urbana-Champaign. De 1917 a 1919 fue presidente del Comité de Conferencias de Guerra en Illinois. En 1921 se casó con Ruth Guenther. Permaneció en la Universidad de Illinois hasta 1945.
Falleció de un derrame cerebral en su casa de Jaffrey, Nuevo Hampshire, el 8 de marzo de 1958.

## Publicaciones
- Mrs. Behn's Biography, a Fiction (1913)
- The Mary Carleton Narratives, 1663-1673: a Missing Chapter in the History of the English Novel (1914)
- The Drama of Sensibility: a Sketch of the History of English Sentimental Comedy and Domestic Tragedy, 1696-1780 (1915)
- Anti-Suffrage Essays by Massachusetts Women (1916)
- English Poets of the Eighteenth Century (1918)
- The Place of The Pilgrims in American History: The Puritan Pilgrim (1920)
- Recent Works on Prose Fiction Before 1800 (1927)
- Anthology of Romanticism and Guide Through the Romantic Movement (1929)